# Henk Tas
Hendrik Everhart (Henk) Tas (Rotterdam, 23 juli 1948) is een Nederlands beeldend kunstenaar, werkzaam als beeldhouwer, fotograaf, graficus, en wandschilder.

## Levensloop
Tas is geboren in 1948 in Rotterdam en groeide deels op in Canada. In Rotterdam studeerde hij van 1966 tot 1972 aan de Academie voor Beeldende Kunsten in Rotterdam in de richting vrij tekenen en schilderen.
Na zijn afstuderen vestigde Tas zich als beeldend kunstenaar in Rotterdam, waarbij hij begon met grafiek en zich daarna heeft toegelegd op geënsceneerde fotografie. Zijn werk is geïnspireerd op pop- en rockmuziek. Decors en beelden worden opgebouwd met hoeden, speelgoed, instrumenten, lampen en plastic figuurtjes, en het resultaat noem hij ook wel "toverfotografie." Daarnaast maakte hij ook zeefdrukken en groot formaat mozaïeken geïnspireerd op songteksten.
Eind jaren tachtig maakte Tas met Rick Vermeulen een driemaandelijks tijdschrift over de Everly Brothers. Samen met het tijdschrift en designbureau Hard Werken, dichter Jules Deelder, en Uitgeverij 010 droeg Tas bij aan culturele vernieuwing in de stad.
In 1991 werd Tas onderscheiden met de Erfurth Prijs van Agfa. De werken van Tas zijn opgenomen in de collecties van onder andere het Museum Boijmans Van Beuningen te Rotterdam, het Rijksmuseum en Stedelijk Museum in Amsterdam, het Groninger Museum, en het Centre Pompidou in Parijs.

## Werk

### Grafische werk
Henk Tas begon zijn op de kunstacademie met eigen grafisch werk, waarmee hij in 1971 samen met Emile Puettmann en Hanny Huser een eerste expositie had in Galerie Noordeinde 31 in Spijkenisse. In 1972 werd hij genomineerd voor de Drempelprijs. In de jaren erop exposeerde hij zeefdrukken in Het Venster in Rotterdam in 1973, en in het Stedelijk Museum Amsterdam in 1975.
In 1976 werkte hij mee met het derde Science Fiction festival in Rotterdam. Ruimtes in de Lantaren en de Erasmus Universiteit versierde hij samen met Bob van Persie, Hans Citroen en Willem van Drunen. Het jaar in 1977 erop exposeerde hij met textielfotografie in bij Galerie Gee in Geervliet.

### Exposities, een selectie
- 1975. Henk Tas en Hans van Dijk, Stedelijk Museum Amsterdam[11]
- 1988. Rotterdamse School?, Museum Boijmans Van Beuningen. Groepsexpositie met verder werk van lotgenoten als Daan van Golden, Charlie van Rest, Peter Redert, Lydia Schouten, en Hard Werken.[14]
- 2011. Sleepwalkin' thru the past, Galerie Baudelaire Antwerpen.
- Exponera Fotogalleri, Malmö
- Govinda Gallery, Washington D.C.

### Publicaties, een selectie
- Henk Tas, Rick Vermeulen, Els Barents. Why Me Lord, 2001.
- Diana Wind. Museumkrant: Henk Tas, 2001.